# Shinshūi-wakashū
Shinshūi-wakashū (jap.: 新拾遺和歌集 auch: 新拾遺集 Shinshūishū) ist eine Waka-Anthologie, die vom Tennō Go-Kōgon (1336–1374) in Auftrag gegeben und die ca. 1364 fertiggestellt wurde. Der Kompilator der Anthologie war Nijō Tameaki. Nach dessen Tod 1663 vollendete der buddhistische Mönch Ton’a die Sammlung. Die Anthologie umfasst 20 Rollen mit insgesamt 1.920 Waka.